# Чкалов (Оренбурзький район)
Чка́лов (рос. Чкалов) — селище у складі Оренбурзького району Оренбурзької області, Росія.

## Населення
Населення — 1832 особи (2010; 1609 у 2002).
Національний склад (станом на 2002 рік):
- росіяни — 65 %